# Брайън Макнайт
Брайън Макнайт (на английски: Brian Mcknight) е американски певец, текстописец, продуцент, pop и r&b музикант. Той може да свири на 9 музикални инструмента: пиано, китара, бас китара, барабани, тромбон, туба, френска хорна и тромпет.

## Биография
Кариерата на Макнайт започва още в детството му, когато той е част от хора на Църквата на Адвентистите от седмия ден и лидер на група в гимназията, която се нарича Sweet Home High School.
Насърчаван от групата на своя по-голям брат, Take 6, на 19 години записва първата си песен с Mercury Records. Първият албум на Макнайт излиза през 1992 г. Той записва още 3 албума с този лейбъл, последният от които е озаглавен Anytime и е продаден в над два милиона копия и е номиниран за Grammy, след което подписва с Motown Records.
През 1999 г. Макнайт издава Back at one (неговия втори за Motown Records, след коледния албум Bethlehem), който е продаден в над три милиона копия. Той има свой собствен отличителен стил на пеене. По време на кариерата си обединява усилия с много музиканти сред които: Mase, Sean „Puffy“ Combs, Mary J. Blige, Justin Timberlake, Nelly, Vanessa Williams, Kirk Franklin, For Real, Canibus, Quincy Jones, Boyz II Men, Christina Aguilera, Shoshana Bean, Mariah Carey, Gordon Goodwin’s Big Phat Band, Rascal Flatts и Josh Groban.
През октомври 2007 г. е дебютът на Макнайт на Бродуей с шоуто „Чикаго“.
Днес Брайън Макнайт води радио шоу, което се казва „The Brian Macknight Morning Show“ с Пат Прескът по KTWV в Лос Анджелис, Калифорния. Шоуто е излъчвано също по KHJZ-FM и Smooth Jazz 95.7 в Хюстън.

## Дискография

### Албуми
Mercury Records
- 1992: Brian Mcknight
- 1995: I Remember You
- 1997: Anytime

Motown Records
- 1998: Bethlehem (Коледен албум)
- 1999: Back at One
- 2001: Superhero
- 2002: From There To Here: 1989 – 2002
- 2003: U Turn
- 2005: Gemini

Warner Bros. Records
- 2006: Ten
- 2008: Life Has Changed

### Сингли
Mercury Records
- 1992: „The Way Love Goes“
- 1992: „Goodbye My Love“
- 1993: „One Last Cry“
- 1993: „After the Love“
- 1993: „Love Is“ (Vanessa Williams and Brian McKnight)
- 1995: „Crazy Love“
- 1995: „On the Down Low“
- 1995: „Still in Love“
- 1997: „You Should Be Mine (Don't Waste Your Time)“
- 1998: „Anytime“
- 1998: „Hold Me“
- 1998: „The Only One for Me“

Motown Records
- 1999: „Back at One“
- 2000: „6, 8, 12“
- 2000: „Stay or Let It Go“
- 2000: „Win“
- 2001: „Love of My Life“
- 2001: „Still“
- 2002: „What's It Gonna Be“
- 2003: „All Night Long (With Nelly)“
- 2003: „Shoulda, Woulda, Coulda“
- 2005: „What We Do Here“
- 2005: „Everytime You Go Away“

Warner Bros. Records
- 2006: „Find Myself In You“
- 2006: „Used To Be My Girl“

## Награди/номинации
Американски музикални награди
- 2001, Favorite Male R&B/Soul Artist: (Winner)
- 1999, Favorite R&B/Soul Album: Anytime (Nominated)

BET Awards
- 2007, BET J Cool Like Dat: (Nominated)

Награди Грами
- 2005, Best R&B Male Vocal Performance: „What We Do Here“ (номиниран)
- 2004, Best R&B Male Vocal Performance: „Shoulda, Coulda, Woulda“ (номиниран)
- 2003, Best R&B Performance by a Duo or Group: „All the Way“ w/ Kenny G (номиниран)
- 2002, Outstanding Song Written for a Motion Picture of Television Series: „Win“ from Men of Honor (номиниран)
- 2002, Best Male Pop Vocal Performance: „Still“ (Nominated)
- 2002, Best Pop Collaboration w/ Vocals: „My Kind of Girl“ w/ Justin Timberlake (номиниран)
- 2002, Best R&B Song: „Love of My Life“ (номиниран)
- 2002, Best R&B Male Vocal Performance: „Love of My Life“ (номиниран)
- 2001, Best Male Pop Vocal Performance: „6, 8, 12“ (номиниран)
- 2001, Best R&B Male Vocal Performance: „Stay of Let It Go“ (номиниран)
- 2001, Best R&B Performance by a Duo or Group: „Coming Back Home“ w/ Bebe Winans & Joe (singer) (номиниран)
- 2000, Best R&B Album: Back at One (номиниран)
- 2000, Best Short-Form Music Video: „Back at One“ (номиниран)
- 1999, Best R&B Male Vocal Performance: „The Only One For Me“ (номиниран)
- 1999, Best Male Pop Vocal Performance: „Anytime“ (номиниран)
- 1994, Best Pop Collaboration w/ Vocals: „Love Is“ w/ Vanessa L. Williams (номиниран)

Image Awards
- 2002, Outstanding Male Artist: Superhero (номиниран)
- 2001, Outstanding Male Artist: „Stay of Let It Go“ (номиниран)
- 2000, Outstanding Male Artist: „Back at One“ (печели)

MTV Video Music Awards
- 2000, Best R&B Video: „Back at One“ (номиниран)
- 1998, Best R&B Video: „Anytime“ (номиниран)

Soul Train Awards
- 2002, Best R&B/Soul Male Single: „Love of My Life“ (номиниран)
- 2000, Best R&B/Soul Single Male: „Back at One“ (номиниран)
- 2000, Best R&B/Soul Male Album: Back at One (номиниран)
- 1999, Best R&B/Soul Male Album: „Anytime“ (печели)